# ZII (EP)
ZII (o también como Zombie II) es el tercer EP de la banda estadounidense de metalcore The Devil Wears Prada, que se lanzó el 21 de mayo de 2021 a través de Solid State Records.

## Antecedentes y promoción
El 31 de marzo de 2021, la banda lanzó un video teaser titulado "Upset the Sickness" a través del canal de YouTube de Solid State. El EP se anunció oficialmente el 7 de abril, junto con la lista de canciones y el arte. El vocalista principal Mike Hranica declaró que mientras Zombie trataba "sobre cómo defenderse del apocalipsis", ZII tratará sobre "la desesperanza contra la horda". Además, ZII se inspiró en la pandemia de COVID-19.
"Termination" se lanzó como el sencillo principal del EP el 23 de abril. "Nightfall" se lanzó como el segundo sencillo el 14 de mayo. Se lanzó un video musical para "Forlorn" el 21 de mayo, el mismo día del lanzamiento del EP.
En el período previo al lanzamiento, la banda realizó una transmisión en vivo el 15 de mayo de 2021, a la que llamaron "Undeadstream", donde interpretaron el EP completo.

## Lista de canciones
Todas las letras escritas por Mike Hranica y Jonathan Gering, toda la música compuesta por The Devil Wears Prada. 
| N.º | Título        | Duración |  |
| 1.  | «Nightfall»   | 4:28     |  |
| 2.  | «Forlorn»     | 4:00     |  |
| 3.  | «Termination» | 3:21     |  |
| 4.  | «Nora»        | 3:54     |  |
| 5.  | «Contagion»   | 4:54     |  |

## Personal
The Devil Wears Prada
- Mike Hranica - voz principal, programación
- Jeremy DePoyster: voz limpia, guitarra rítmica
- Kyle Sipress - guitarra principal, coros
- Mason Nagy – bajo
- Jonathan Gering –  teclados, sintetizador, programación, coros
- Giuseppe Capolupo – batería